# メッセ・ベルリン
メッセ・ベルリン（Messe Berlin）はドイツ・ベルリンにある展示場。もしくは運営会社。

## 概要
メッセ・ベルリンは1923年に設立。メッセゲレンデやベルリン・エキスポシティ空港の管理運営を行っている。
毎年開催される主な行事としてはIFAやITBベルリン、グリーンウィーク、ヴィーナス賞、イノトランスなど。